# Carlos Martínez Sotomayor
Carlos Martínez Sotomayor (Copiapó, 7 de agosto de 1929-Santiago, 24 de febrero de 2006) fue un abogado, académico, diplomático y político chileno. Se desempeñó como ministro de Estado, en la cartera de Relaciones Exteriores, durante el gobierno del presidente Jorge Alessandri.

## Primeros años de vida
Nació en la comuna chilena de Copiapó, fue hijo de Carlos Martínez y de Ester Sotomayor. Realizó sus estudios primarios y secundarios en el Internado Nacional Barros Arana de Santiago. Continuó los superiores en la carrera de derecho de la Universidad de Chile, donde se tituló de abogado. En esta casa de estudios se involucró en política, llegando a ser presidente de la Juventud del Partido Radical (PR).

### Matrimonio e hijos
Se casó con Ana Emilia del Carmen Nogueira Cifuentes, con quien tuvo dos hijos.

## Trayectoria política
En el ámbito político, el 26 de agosto de 1961, con treinta y dos años de edad, asumió como ministro de Relaciones Exteriores de su país por encargo del presidente Jorge Alessandri, cargo que ocupó hasta el 14 de septiembre de 1963. Luego, en 1964, presidió la delegación chilena a la 1.ª Conferencia Mundial sobre Comercio y Desarrollo. Al año siguiente, fue nombrado como embajador permanente de Chile ante la Organización de las Naciones Unidas (ONU).
Llegó a ser miembro del Consejo Económico y Social, de la Comisión de Derechos Humanos y del Comité de Descolonización de la ONU. Desde fines de 1974, actuó como director general del Fondo de las Naciones Unidas para la Infancia (Unicef) para las Américas con sede en Santiago y posteriormente, coordinador del Programa Regional sobre Recursos del Mar y Desarrollo de América Latina y el Caribe, en la Comisión Económica para América Latina y el Caribe (Cepal).
En 1989, en el marco de las postrimerías de la dictadura militar del general Augusto Pinochet, fue precandidato de su partido a la presidencia de la República de cara a la elección presidencial de ese año.
A continuación, en 1990, fue nombrado por el presidente Patricio Aylwin como embajador de Chile en Brasil, función que ejerció hasta el fin del gobierno en 1994. Ejerció la misma labor durante la administración del presidente Eduardo Frei Ruiz-Tagle, pero en Perú, desde 1994 hasta 1997.
También fue miembro del Consejo de la Universidad de Chile, del directorio de la Universidad de Concepción y del Consejo del Instituto de Chile. Además, fue miembro correspondiente de la Real Academia de Ciencias Morales y Políticas de España.
Fue autor de varios libros y numerosos ensayos que tratan asuntos referentes a la política y las relaciones internacionales con América Latina. Entre las obras publicadas se destacan: Las Naciones Unidas y la descolonización, El nuevo Caribe: La independencia de las colonias británicas, Reflexiones y testigos políticos, Chile en el ámbito de la cultura occidental. A lo largo de su carrera profesional y diplomática fue distinguido con condecoraciones al mérito, doctorados Honoris Causa, entre los que se destaca la Gran Cruz del Cruzeiro do Sul. Además, en 1998, la Universidad de Chile le adjudicó su más alta distinción, la Medalla Rector Juvenal Hernández Jaque.
Presidió la Academia Chilena de Ciencias Sociales, Políticas y Morales del Instituto de Chile. Además, era profesor del Instituto de Estudios Internacionales y miembro del Consejo de Política Exterior de la Cancillería chilena.
Falleció en Santiago de Chile el 24 de febrero de 2006 tras haber sido operado de un tumor cerebral, a los 76 años. Sus restos fueron velados en la parroquia "San Francisco de Sales" y sus funerales realizados el día 26 en el Cementerio Parque del Recuerdo tras una misa oficiada a las 10 horas.